# Еконазол нитрат
Еконазол нитрат е фунгицидно средство от класа на имидазоловите производни. Използва се в медицината, като основно вещество в състава на редица кремове - например Pevaryl®, Spectazole® (САЩ) and Ecostatin® (Канада) за лечение на кожни инфекции като дерматомикоза, дерматофитоза и генитални микози. Като част от търговския продукт Ecostatin Vaginal Ovules® се използва за лечение на вагинална кандидоза.
Действието на еконазоловите соли и в частност нитрата, е в инхибирането на продукцията на ергостерол, основен компонент на клетъчната мембрана на гъбичките. Това нарушава репродуктивните способностти на гъбичките и по този начин цялостната инфекция се потиска.